# Saint-Evroult-de-Montfort
Saint-Evroult-de-Montfort är en kommun i departementet Orne i regionen Normandie i nordvästra Frankrike. Kommunen ligger i kantonen Gacé som tillhör arrondissementet Argentan. År 2022 hade Saint-Evroult-de-Montfort 359 invånare.

## Befolkningsutveckling
Antalet invånare i kommunen Saint-Evroult-de-Montfort
| Referens: INSEE |